# 1916 au Maroc
Chronologie du Maroc
- 1912
- 1913
- 1914
- 1915
- 1916
- 1917
- 1918
- 1919
- 1920

Cet article présente les faits marquants de l'année 1916 au Maroc ou relatifs au Maroc.

## Événements
- Effectifs militaires français au Maroc : 86 598 [1].